# Библиография Виттгенштайна

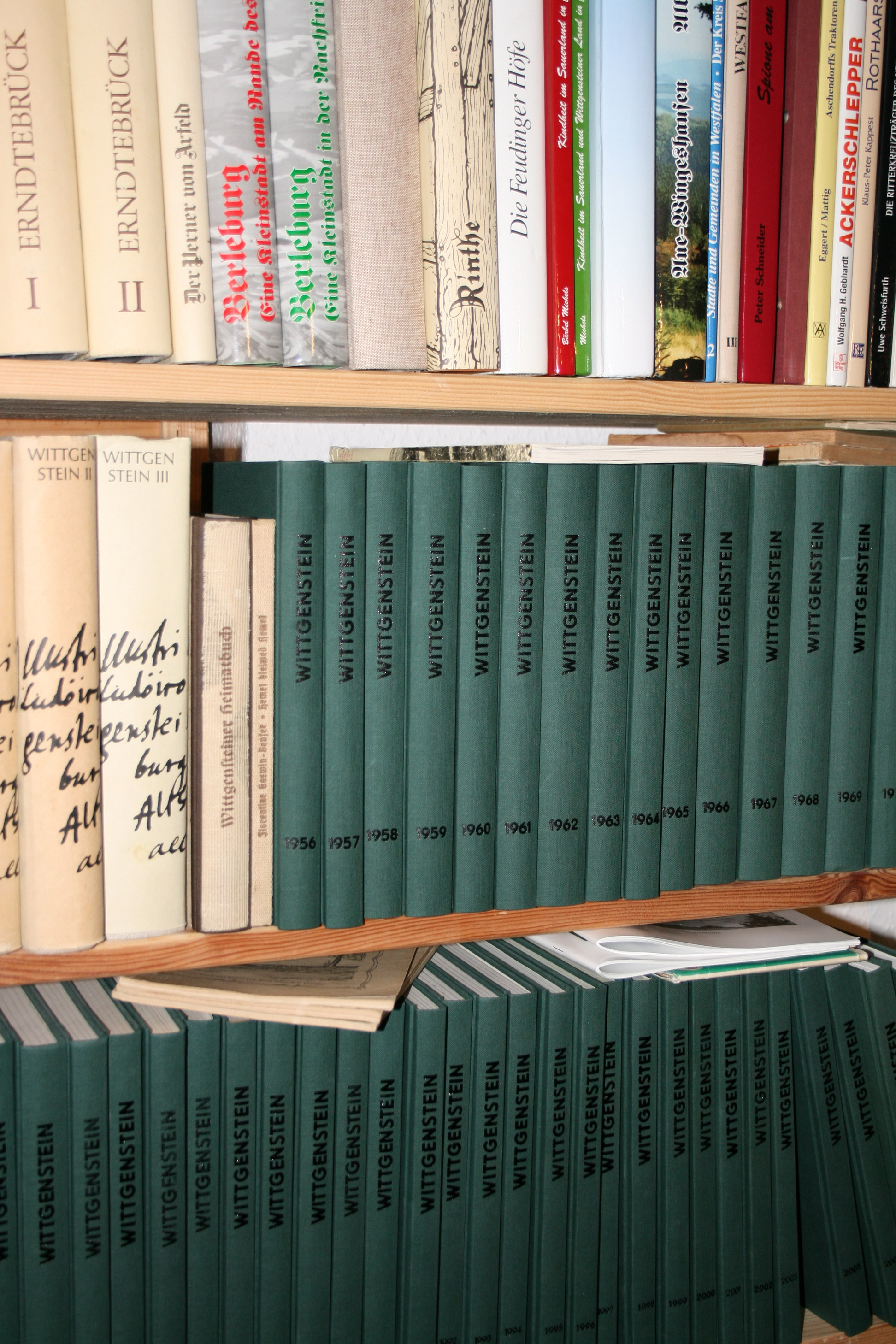
Собрание краеведческой литературы Виттгенштайна

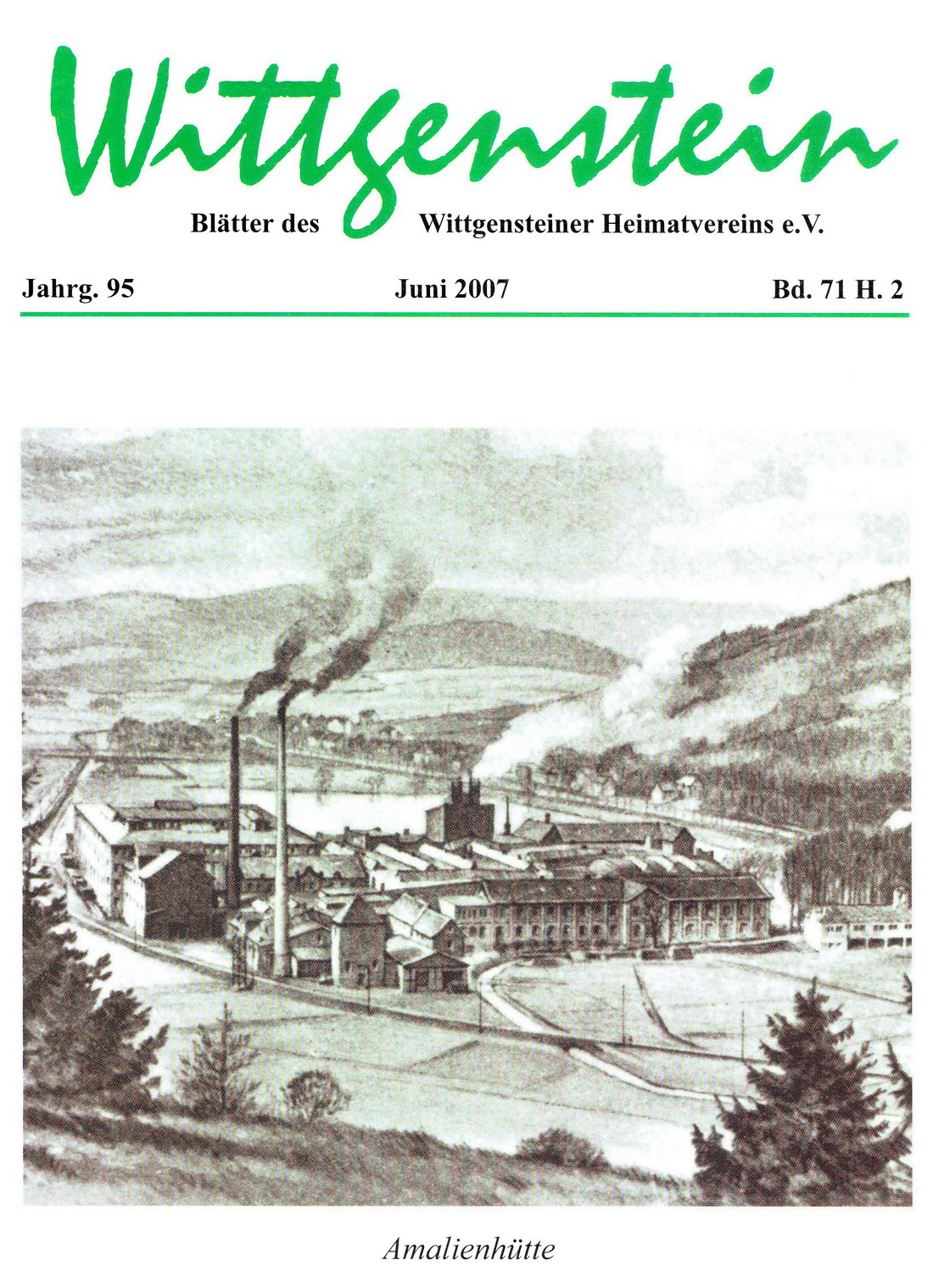
Краеведческий журнал Виттгенштайн, 2007

Библиография Виттгенштайна (нем. Bibliographie Wittgenstein) — региональная библиография, специализирующаяся на краеведческих изданиях по истории и географии природно-исторической земли Виттгенштайнер-Ланд (коротко — Виттгенштайн) в Северном Рейне-Вестфалии (Германия).

## География
Географически территория коллекции основана на границах бывшего района Виттгенштайн. В него входят сегодняшние общины Бад-Берлебург, Бад-Ласфе и Эрндтебрюк, а также «высокие деревни» Хохеляйе, Мользайфен, Нойастенберг и Лангевизе, которые со времени административной реформы региона, проведенной в 1975 году, являются частью Винтерберга.

## История
В 1971 году местный исследователь и краевед Эберхард Бауэр впервые отредактировал библиографию 
в журнале «Виттгенштайн». В библиографию вошли статьи из ранее издававшегося журнала «Wittgenstein. Blätter des Wittgensteiner Heimatvereins e.V.». за 1956–1971 годы. 
В середине 1980-х годов Андреас Крюгер взял на себя продолжение и расширение библиографии. Сюда были добавлены отдельные издания работ коллектива авторов (сельские и краеведческие книги), диссертации, экзаменационные или дипломные работы, а также памятные публикации о населённых пунктах, обществ или производственных компаний. 
Библиография по территориальной истории и географии Виттгенштайна с тех пор появилась еще в четырёх изданиях, последний раз в 2019 году, постоянно обновляется и дополняется.
1-е издание, Ласфе 1971, 34 стр.
2-е издание, Бад-Ласфе 1987, 194 стр.
3-е издание, Бад-Ласфе 1999, 189 стр.
4-е издание, Бад-Ласфе 2009, 240 стр.
5-е издание, Бад-Ласфе 2019, 471 стр.
Первые издания библиографии были опубликованы под названием «Региональные вклады Виттгенштайна – Библиография», пятое издание вышло в 2019 году под новым названием: Библиография по территориальной истории Виттгенштайна – «Библиография Виттгенштайна». Сборник основан на публикациях Краеведческого общества Виттгенштайнер-Ланд, в частности журнала «Виттгенштайн» (Wittgenstein), который периодически издается с 1956 года. Последнее обновление списка библиографических источников опубликовано Андреасом Крюгером в журнале «Виттгенштайн» в 2022 году.
Многие из краеведческих работ находятся в библиотеке «Краеведческого общества Виттгенштайнер-Ланд» и в местных библиотеках (разделы краеведческой литературы).